# Леон Дегреле
Леон Јозеф Марија Игњације Деграле (фр. Léon Degrelle; 15. јуна 1906 — 1. априла 1994) био је белгијски адвокат и политичар, истакнути официр Вафен-СС, касније и вођа рексистичког покрета. Остао је познат и као истакнути послератни национал-социјалиста.

## Живот пре рата
Леон Деграле је студирао право на Католичком универзитету у Лувену.
Једно време је радио као новинар часописа Римокатоличке цркве.
Био је оснивач рексистичког покрета 1930. године.
Дегрел је 1936. године упознао Адолфа Хитлера и Бенита Мусолинија који су почели да финансирају Рексистички покрет, у износу од 2.000.000 лира и 100.000 немачких марака годишње. Рексисти су на тим изборима добили 21. посланичко место и 12 сенаторских.